# Toneelgroep Maastricht
Toneelgroep Maastricht is een van de acht grote theatergezelschappen in Nederland, gevestigd in Maastricht.

## Geschiedenis
Toneelgroep Maastricht is op 1 januari 2009 ontstaan uit een samenvoeging van de Maastrichtse Theatergroep Het Vervolg en het gezelschap Els inc. uit Schiedam. Sinds januari 2015 is de artistieke leiding van het gezelschap in handen van Servé Hermans en Michel Sluysmans. Hermans en Sluysmans richten zich op het creëren van een sterke band met de regio. In 2018 trok het gezelschap 75.000 bezoekers, 5.000 meer dan het jaar ervoor. Een hoogtepunt was de door Servé Hermans geregisseerde voorstelling King Lear in een uitverkocht Koninklijk Theater Carré in Amsterdam.

## Huisvesting
Thuisbasis van Toneelgroep Maastricht is de Bordenhal op Plein 1992 in de Maastrichtse wijk Céramique, een door Jo Coenen heringerichte fabriekshal van de aardewerkfabriek Société Céramique. De entree- en kassahal is gevestigd in de naastgelegen nieuwbouw, waar zich tevens Café Zuid bevindt, dat als theatercafé functioneert.

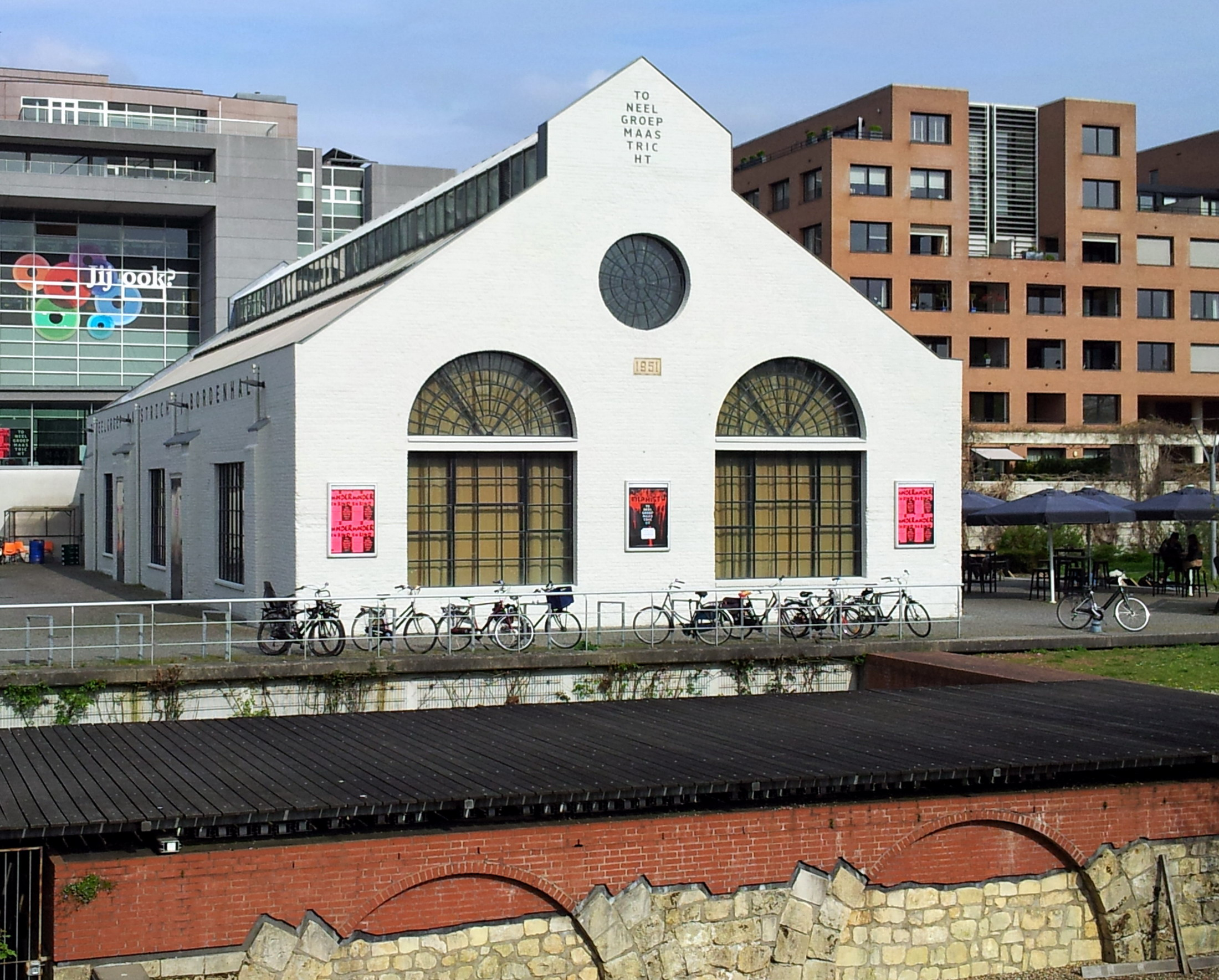
Bordenhal, westgevel
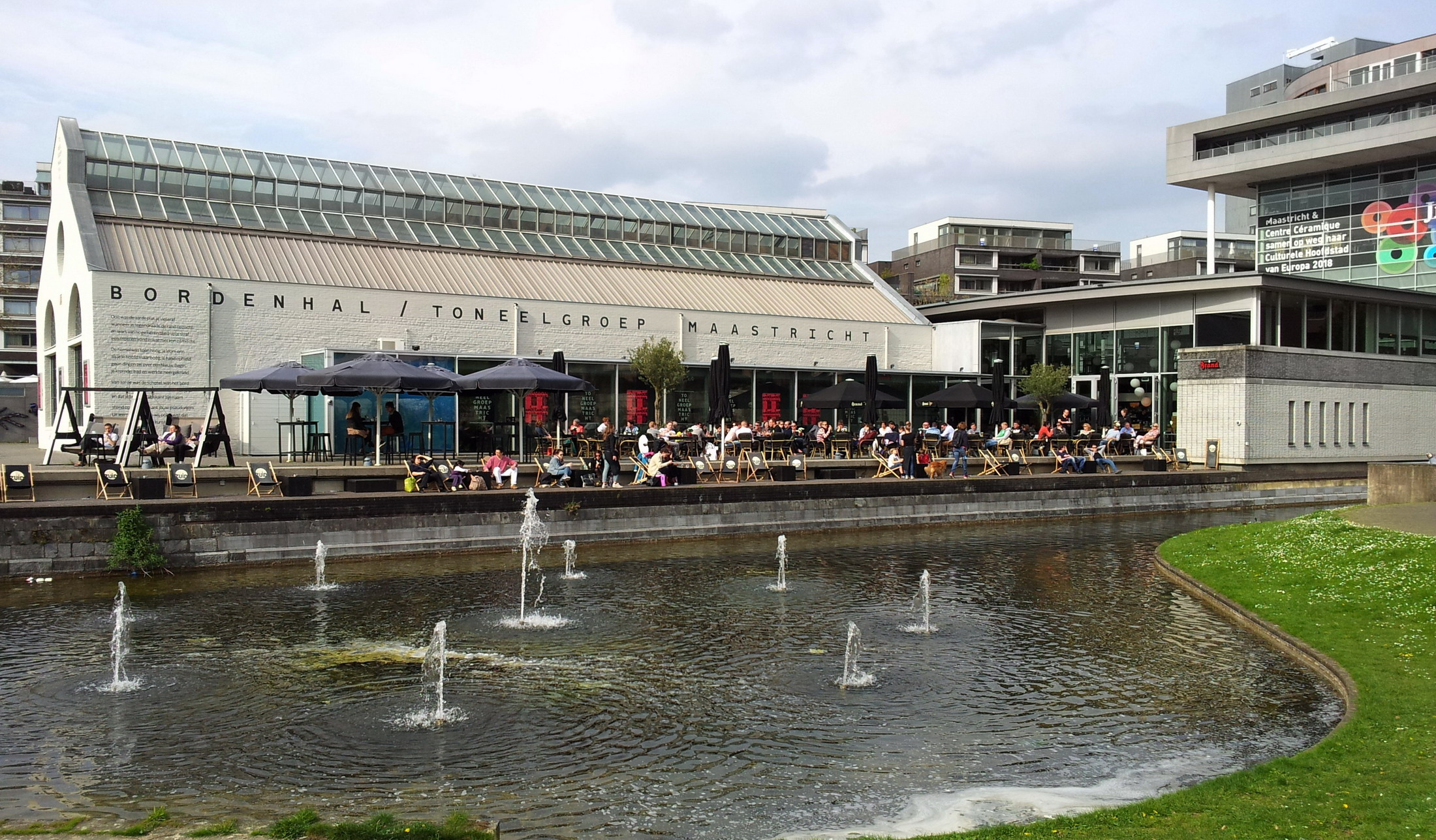
Bordenhal en Café Zuid
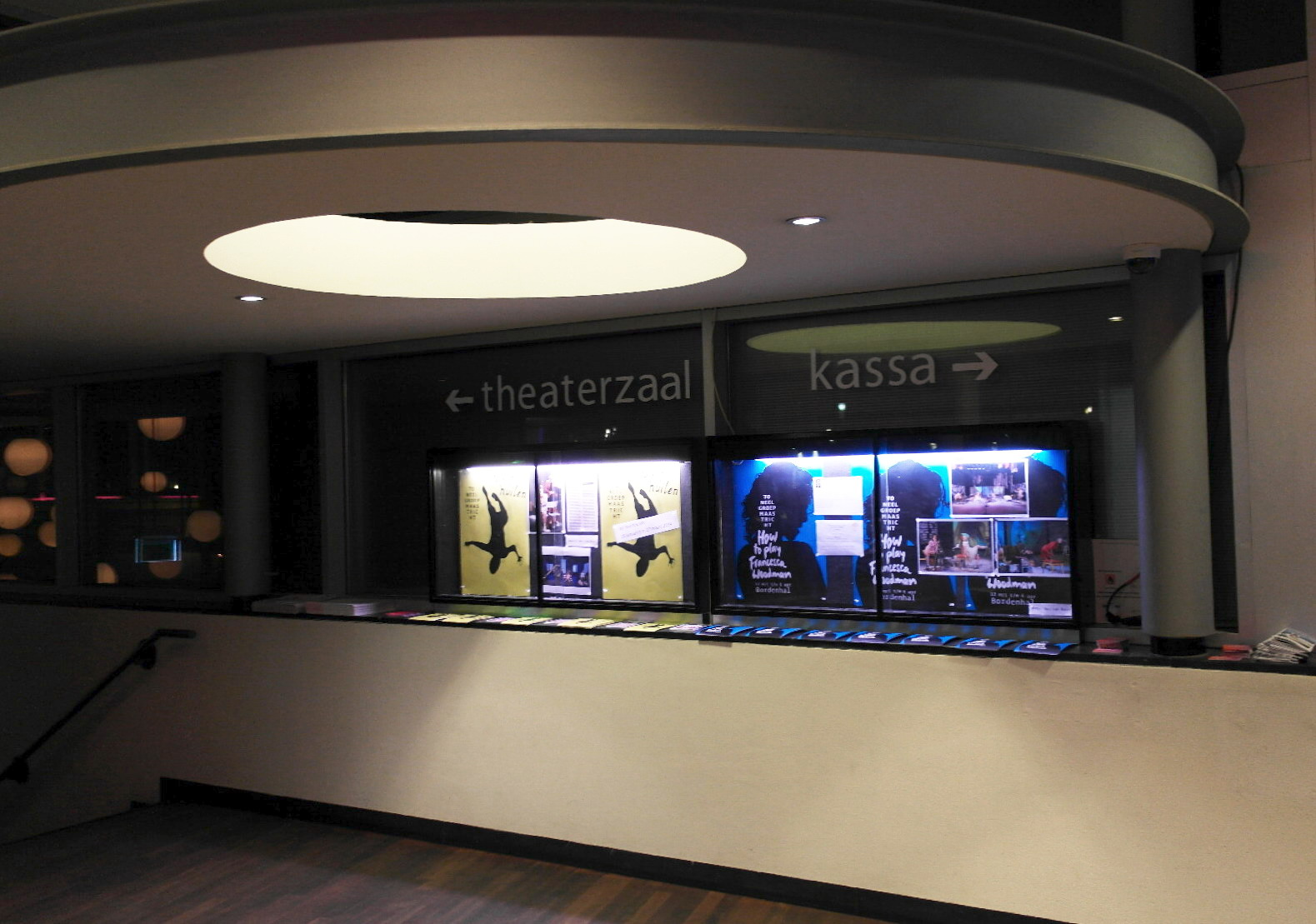
Entreehal